# Ami Sugita
Ami Sugita (杉田 亜未 Sugita Ami?,  nacido el 14 de marzo de 1992 en Kanagawa) es una futbolista japonesa que jugaba como centrocampista.
Sugita jugó 6 veces y marcó 2 goles para la selección femenina de fútbol de Japón entre 2014 y 2017. Sugita fue elegida para integrar la selección nacional de Japón para los Copa Asiática femenina de la AFC de 2014.

## Trayectoria

### Clubes
| Club            | País  | Año    |
| --------------- | ----- | ------ |
| Iga FC Kunoichi | Japón | 2014 - |

### Selección nacional
| Selección | País  | Año         |
| --------- | ----- | ----------- |
| Absoluta  | Japón | 2014 - 2017 |

## Estadística de equipo nacional
| Selección femenina de fútbol de Japón | Selección femenina de fútbol de Japón | Selección femenina de fútbol de Japón |
| Año                                   | Partidos                              | Goles                                 |
| ------------------------------------- | ------------------------------------- | ------------------------------------- |
| 2014                                  | 1                                     | 0                                     |
| 2015                                  | 3                                     | 2                                     |
| 2016                                  | 1                                     | 0                                     |
| 2017                                  | 1                                     | 0                                     |
| Total                                 | 6                                     | 2                                     |